# Doreen Dietel

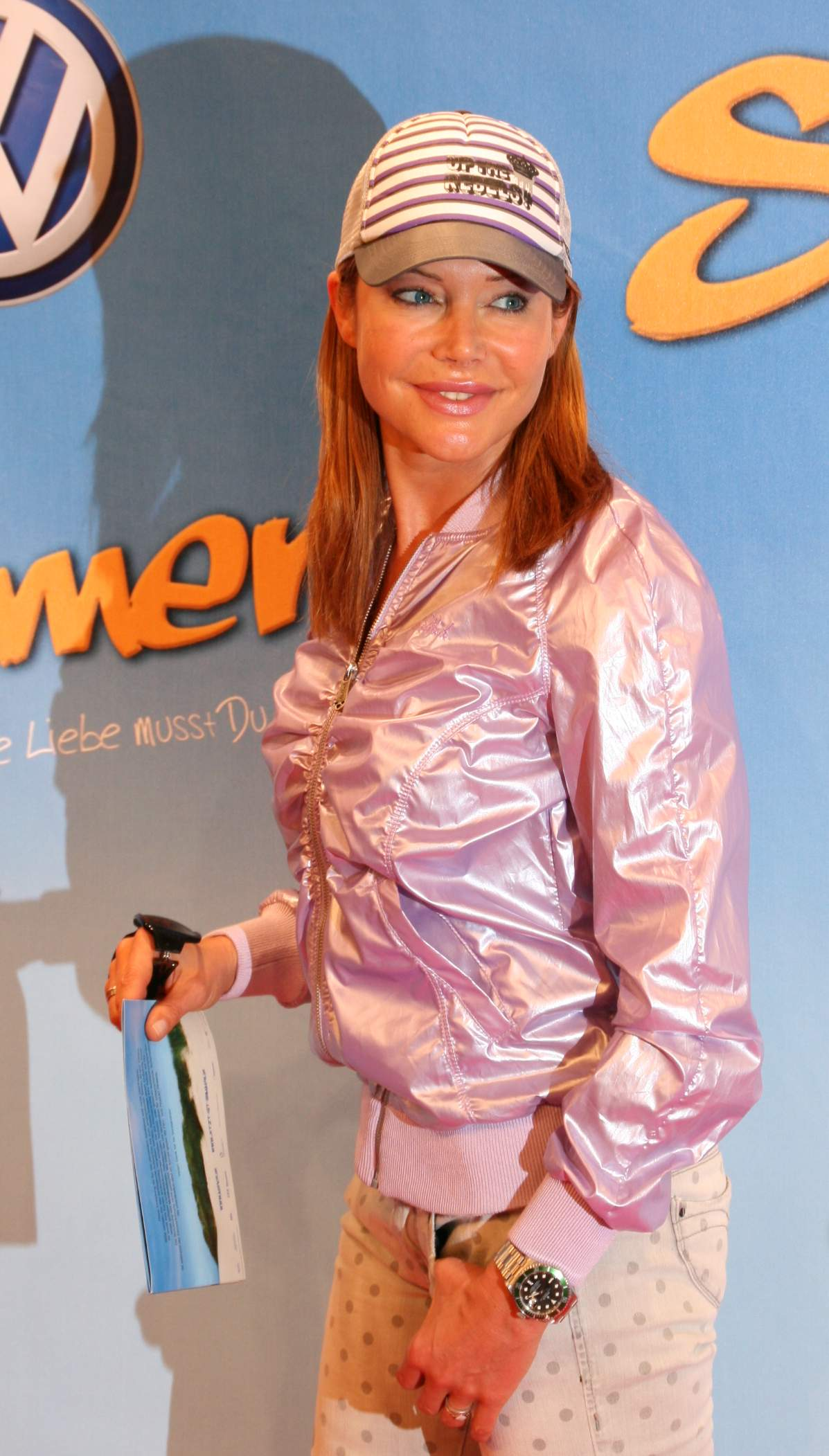
Doreen Dietel bei einer Filmpremiere in München (2008)

Doreen Dantje Dietel (* 4. Oktober 1974 in Zeulenroda) ist eine deutsche Schauspielerin, Reality-Show-Teilnehmerin und Gastronomin.

## Leben und Karriere
Aufgewachsen ist Dietel im westsächsischen Trünzig auf einem Bauernhof mit ihren Eltern, ihrem Bruder und den Großeltern. Sie absolvierte die in der DDR übliche 10-jährige Schulausbildung in der POS, bis 1989 ein Ausreiseantrag der Eltern genehmigt wurde und sie mit ihnen in den Harz übersiedelte. Später wurden sie in Deggendorf sesshaft. Danach zog sie zunächst nach Straubing, wo sie eine Lehre zur Einzelhandelskauffrau absolvierte.
Anschließend zog Dietel nach München, wo sie ihre Schauspielausbildung am Schauspiel München absolvierte. Sie spielte bereits während der Ausbildung mit Uschi Glas im Fernsehfilm Heimlicher Tanz und anschließend ebenfalls mit ihr in der Fernsehserie Sylvia – Eine Klasse für sich (1998). Mit Ottfried Fischer ermittelte sie als Reporterin Claudia Reuter in zwei Fällen der Reihe Der Pfundskerl. 2003 spielte sie in der Serie Bei aller Liebe. Sie arbeitete u. a. unter der Regie von Peter Stauch, Peter Thorwarth, Otto Retzer und Simon Verhoeven. Neben zahlreichen TV-Produktionen, u. a. als Katharina in Der Bergpfarrer, als Ella in Problemzone Schwiegereltern und als Iris in Tote Hose sowie in Verfilmungen nach Rosamunde Pilcher und Utta Danella, war sie auch im Kino in Ladendiebstahl, Short Cut, Bitter Fruits, Stiller Sturm, 100 Pro, Großglocknerliebe und Mädchen, Mädchen 2, sowie in Mit Dir und Der Schmock zu sehen. Vom 8. Oktober 2007 bis September 2017 verkörperte sie in der bayrischen Daily-Soap Dahoam is Dahoam die Trixi Preissinger.
In der deutschen Playboy-Ausgabe vom Juni 2007 war Dietel vertreten und auch auf dem Cover.
Am 22. September 2013 war sie bei Promi Shopping Queen zu sehen. Im Januar 2019 war sie Kandidatin der 13. Staffel von Ich bin ein Star – Holt mich hier raus! und belegte den 7. Platz. Anschließend nahm sie auch am Dschungel-Special von Das perfekte Promi-Dinner teil. Am 18. September 2020 nahm sie an Das große Sat.1 Promiboxen teil und verlor gegen ihre Gegnerin Gisele Oppermann. 2022 war sie gemeinsam mit einem ehemaligen Lebensgefährten Teilnehmerin der Reality-TV-Sendung Prominent getrennt – Die Villa der Verflossenen.
Seit einer Lippenkorrektur im Jahr 1999 verringerten sich nach eigenen Aussagen ihre Rollenangebote.
Dietel war bis Sommer 2018 mit dem Produktionsdesigner Tobias Guttenberg liiert und wurde am 22. Mai 2014 Mutter eines Sohnes. Seit 2018 betreibt sie in Gmund die Gaststätte Café Dürnbecker.
Im Juni 2022 gab Dietel in einem Interview mit der Zeitschrift Bunte bekannt, an schwarzem Hautkrebs erkrankt zu sein.

## Filmografie (Auswahl)

### Film- und Fernsehrollen
- 1995: Tatort: Tödliche Freundschaft
- 1998: Sylvia – Eine Klasse für sich (Fernsehserie, 11 Folgen)
- 1999: Kommissar Rex (Fernsehserie, eine Folge)
- 1999: Heimlicher Tanz (Fernsehfilm)
- 2000: Der Bulle von Tölz: Schöne, heile Welt
- 2001: Der Pfundskerl (Fernsehserie, zwei Folgen)
- 2001: 100 Pro
- 2002: Sinan Toprak ist der Unbestechliche (Fernsehserie, eine Folge)
- 2002: Rosamunde Pilcher – Bis ans Ende der Welt (Filmreihe)
- 2003: Die Rosenheim-Cops (Fernsehserie, Folge Tödliche Höhen)
- 2003: Bei aller Liebe (Fernsehserie, 17 Folgen)
- 2003: Café Meineid (Fernsehserie, eine Folge)
- 2003–2011: SOKO 5113 (Fernsehserie, vier Folgen)
- 2004: In aller Freundschaft (Fernsehserie, eine Folge)
- 2004: Utta Danella – Der Mond im See (Filmreihe)
- 2004: Mädchen, Mädchen 2 – Loft oder Liebe
- 2004: Problemzone Schwiegereltern (Fernsehfilm)
- 2004: Der Bergpfarrer (Fernsehfilm)
- 2005: SOKO Kitzbühel (Fernsehserie, eine Folge)
- 2005: Unser Charly (Fernsehserie, eine Folge)
- 2005: Tatort: Todesbrücke (Filmreihe)
- 2005: Alarm für Cobra 11 – Die Autobahnpolizei (Fernsehserie, eine Folge)
- 2005: Inga Lindström: Sprung ins Glück (Filmreihe)
- 2006: Deutschmänner
- 2006: Medicopter 117 – Jedes Leben zählt (Fernsehserie, eine Folge)
- 2007–2017: Dahoam is Dahoam (Fernsehserie)
- 2007: Die Bar (Kurzfilm)
- 2008: Der Sushi Baron – Dicke Freunde in Tokio (Fernsehfilm)
- 2009: Echtzeit – ist doch nur ein Spiel... (Kurzfilm)

### Reality-Shows
- 2013: Promi Shopping Queen
- 2019: Ich bin ein Star – Holt mich hier raus!
- 2019: Das perfekte Promi-Dinner
- 2020: Das große Sat.1 Promiboxen
- 2022: Prominent getrennt – Die Villa der Verflossenen